# Friederike Brion

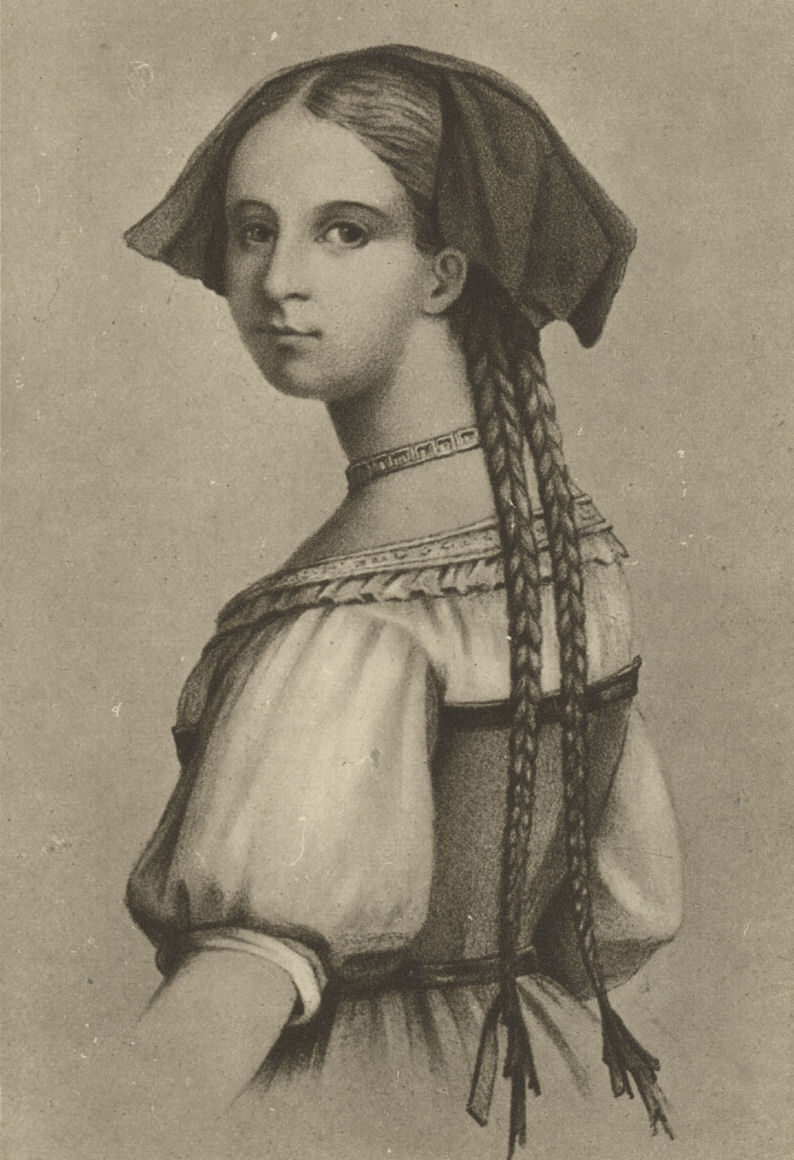
Friederike Brion in Elsässer Tracht, Lithografie von Georg Engelbach

Friederike Elisabeth Brion (* vermutlich 19. April 1752 in Niederrödern im Elsass; † 3. April 1813 in Meißenheim bei Lahr) war eine elsässische Pfarrerstochter und hatte eine kurze, aber heftige Liebschaft mit dem jungen Goethe.

## Leben
Friederikes Geburtsdatum ist nicht gesichert, da die Kirchenbücher in den Wirren der Französischen Revolution vernichtet wurden. Sie war das dritte von fünf überlebenden Kindern von Johann Jakob und Maria Magdalena Brion geb. Schöll. Zu Martini 1760 nahm ihr Vater eine Stelle als Dorfpfarrer in Sessenheim, von Goethe „Sesenheim“ geschrieben, an. Dort wuchs das hübsche, lebensfrohe, aber etwas kränkliche Mädchen heran.
Unter den jungen Leuten, die das gastfreundliche Pfarrhaus gelegentlich besuchten, war auch der Straßburger Rechtsstudent Johann Wolfgang Goethe aus Frankfurt. Dieser hatte sich zum Studium nach Straßburg begeben, um dort – in Fortsetzung seiner Studien in Leipzig – den juristischen Doktorgrad zu erwerben. Im Herbst 1770 kam er zusammen mit seinem elsässischen Freund Friedrich Leopold Weyland beim Durchstreifen der Umgebung von Straßburg zum ersten Mal in das kleine, 40 Kilometer nordöstlich von Straßburg gelegene Dörfchen Sessenheim. Dieser Ausflug sollte eine der bekanntesten Liebesepisoden der Literaturgeschichte zur Folge haben.
Goethe berichtete später von seiner ersten Begegnung mit Friederike: „In diesem Augenblick trat sie wirklich in die Türe; und da ging fürwahr an diesem ländlichen Himmel ein allerliebster Stern auf. […] Schlank und leicht, als wenn sie nichts an sich zu tragen hätte, schritt sie, und beinahe schien für die gewaltigen blonden Zöpfe des niedlichen Köpfchens der Hals zu zart. Aus heiteren blauen Augen blickte sie sehr deutlich umher, und das artige Stumpfnäschen forschte so frei in die Luft, als wenn es in der Welt keine Sorge geben könnte; der Strohhut hing am Arm, und so hatte ich das Vergnügen, sie beim ersten Blick auf einmal in ihrer ganzen Anmut und Lieblichkeit zu sehn und zu erkennen.“

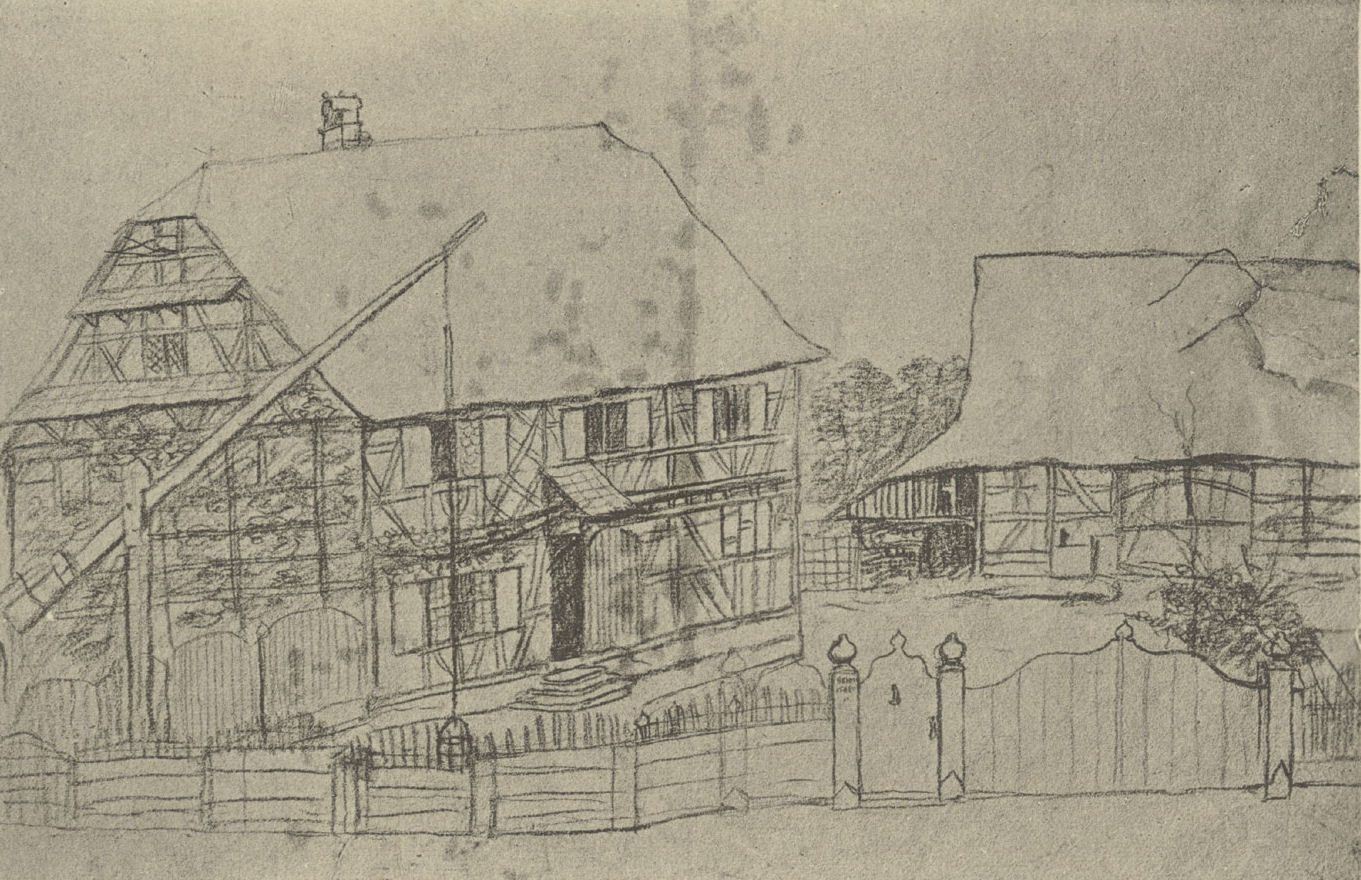
Pfarrhaus Sessenheim um 1770 (Rötelzeichnung von Goethe)

In den nächsten Monaten machte Goethe noch viele „folles chevauchées“ (tolle Ausritte) nach Sessenheim, denen auch ausgedehnte Aufenthalte im Hause Brion folgten. Unbeobachtet durchstreiften er und Friederike die Umgebung, unternahmen Kahnfahrten in den damals noch weitläufigeren Rheinauen und besuchten Bekannte Friederikes. Für das nächste Jahr wurde der kleine Ort für Goethe der „Mittelpunkt der Erde“.
Durch dieses grenzenlose Glück „trat unversehens die Lust zu dichten“, die Goethe „lange nicht gefühlt hatte, wieder hervor“. Im Frühjahr 1771 entstand eine Reihe von Gedichten und Liedern, die manchmal mit „bemalten Bändern“ an die Geliebte gesandt wurden; diese „Sesenheimer Lieder“ gehören maßgeblich zum „Sturm und Drang“ und begründeten Goethes Ruf als Lyriker. Unter ihnen sind zum Beispiel das „Mailied“, „Willkommen und Abschied“ und „Das Heidenröslein“. Auch übersetzte er 1771 für sie die „Die Gesänge von Selma“ aus James Macphersons „Ossian“.
Die Liebesbeziehung war jedoch nicht von langer Dauer. Schon im Frühsommer 1771 dachte Goethe, der seine unruhige Seele mit dem „Wetterhähnchen drüben auf dem Kirchturm“ verglich, daran, die Beziehung zu beenden. Am 7. August 1771 sah er Friederike vor seiner Heimkehr nach Frankfurt zum letzten Mal: „Als ich ihr die Hand noch vom Pferde reichte, standen ihr die Tränen in den Augen, und mir war sehr übel zumute.“ Das „herrliche Elsass“ verließ er schon eine Woche später. Erst aus Frankfurt schrieb er Friederike einen Brief, der das Verhältnis endgültig löste. Die Antwort Friederikes „zerriss mir das Herz […] stets empfand ich, dass sie mir fehlte, und was das Schlimmste war, ich konnte mir mein eignes Unglück nicht verzeihen. […] Hier war ich zum erstenmal schuldig; – doch der Abschied war endgültig.“ Er empfand also selbst, dass er sich bei der Lösung nicht gerade wie ein „Gentilhomme“ verhalten habe. Goethe kehrte danach jedoch mindestens noch einmal – 1779 auf einer Reise in die Schweiz – auf den Pfarrhof von Sessenheim zurück. Einige unsichere Quellen erwähnen einen weiteren Besuch 1782 zur Hochzeit von Friederikes älterer Schwester Maria Salomea mit dem aus Straßburg stammenden Magister Gottfried Marx, der gerade Pfarrer in Diersburg geworden war.
Im Sommer 1772 warb der Dichter Jakob Michael Reinhold Lenz, ein Bewunderer Goethes, der mit diesem in Straßburg Kontakt hielt, um die noch an großem Liebeskummer leidende Friederike: „Wo bist du itzt, mein unvergeßlich Mädchen, | Wo singst du itzt? | Wo lacht die Flur? Wo triumfirt das Städtchen | Das dich besitzt?“
Friederike Brion blieb jedoch bis an ihr Lebensende unverheiratet und wohnte noch bis zum Tod ihres Vaters im Jahre 1787 in ihrem Elternhaus; die Mutter war bereits ein Jahr zuvor gestorben. Danach zog Friederike mit ihrer jüngeren Schwester Sofie zu ihrem Bruder Christian auf die Pfarrei Rothau im Steintal. Dort blieben die beiden auch nach dessen Versetzung. Zu ihrem Lebensunterhalt betrieben die Schwestern den Verkauf von Web-, Steingut- und Töpfereiwaren und Handarbeiten und unterhielten einige Zeit eine Pension für Mädchen aus Sessenheim und Umgebung, die in Rothau auf einer dafür errichteten Schule Französisch lernen sollten.

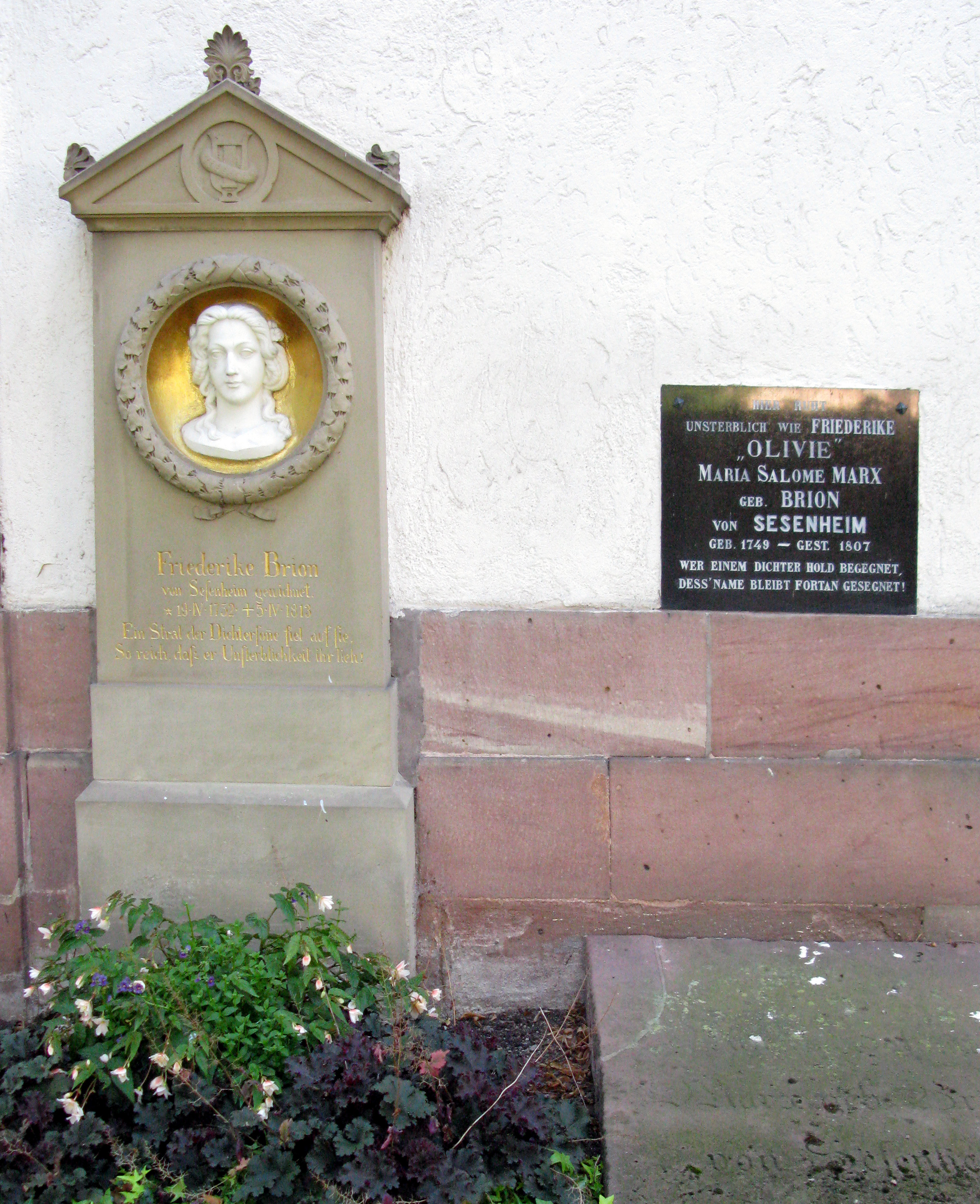
Grab der Friederike Brion neben ihrer Schwester auf dem Friedhof von Meißenheim

1801 siedelte Friederike zur Unterstützung der kränklichen Schwester ins Pfarrhaus nach Diersburg über und blieb danach mit einigen Unterbrechungen dort. Sie folgte der Familie 1805 auch ins badische Meißenheim. 1807 starb die Schwester. Friederike blieb bei ihrem Schwager. Auch sie war nicht von bester Gesundheit. Zu Beginn des Jahres 1813 musste sie ihre Schwester Sofie darum bitten, sie zu versorgen. Sie starb am 3. April 1813 und wurde am 5. April auf dem Friedhof der Kirche Meißenheim bestattet. Der dort heute noch zu sehende Grabstein, angefertigt vom Bildhauer Wilhelm Hornberger, wurde erst 1866 auf der völlig verwahrlosten Grabstätte errichtet. Am 19. August jenes Jahres hielt Friedrich Geßler dort die Weihrede. Die Inschrift lautet, nach einem Vers von Ludwig Eckardt: „Ein Stral der Dichterson̄e fiel auf sie, so reich, daß er Unsterblichkeit ihr lieh!“

## Fortleben in der Kunst
Das schwärmerische Interesse, das nach der Veröffentlichung der Liebesgeschichte im zweiten und dritten Teil von Goethes Dichtung und Wahrheit (1812/14) einsetzte, hat Friederike Brion nicht mehr erlebt. Anders dagegen Goethe: In seinem Aufsatz „Wiederholte Spiegelungen“ (1823) ging er auf den ihm zugespielten Bericht von einer Reise ein, die der Bonner Professor August Ferdinand Naeke auf der Suche nach Spuren der Sessenheimer Liebesgeschichte im Jahr zuvor unternommen hatte. Bei einer ähnlichen Reise im Jahr 1835 fand Heinrich Kruse, ein Student Naekes, bei der letzten noch lebenden Schwester Friederikes die vollständige Sammlung von Goethes und Lenzens „Sesenheimer Liedern“.
Im weiteren Verlauf des 19. Jahrhunderts setzte ein regelrechter Friederiken-Kult ein, der diverse künstlerische und wissenschaftliche Werke hervorbrachte, in denen das Sesenheimer Idyll verklärt wurde. Empfindlich gestört wurde die Verklärung durch Gerüchte, wonach Friederike nicht die unschuldige Pfarrerstochter geblieben sei, als die Goethe sie geschildert hat, sondern ein oder mehrere uneheliche Kinder zur Welt gebracht habe. Sogar über ein Kind aus der Beziehung mit Goethe wurde spekuliert. Heftiger Widerspruch schlug dem Straßburger Goethe-Forscher Johann Froitzheim entgegen, als er diese Gerüchte in einer Reihe von Veröffentlichungen durch geschichtliche Quellen wissenschaftlich zu untermauern versuchte.
Franz Lehárs Operette Friederike von 1928 basiert auf der Liebesbeziehung zwischen ihr und Goethe. 1932 wurde der Spielfilm Friederike veröffentlicht.